# Compagnia della Stella
Die Compagnia della Stella war der Name von zwei Söldnertruppen, von denen die erste hauptsächlich aus ausländischen und die zweite aus italienischen Söldnern bestand. Sie waren in der Mitte des 14. Jahrhunderts in Italien tätig.

## Gründung
Die Compagnia della Stella wurde im August 1364, nach der Schlacht von Cascina, von den Söldnerführern Albert Sterz, Hanneken von Baumgarten und Ugo della Zucca gegründet. Die Mitglieder der neuen Truppe bestanden aus der aufgelösten Compagnia Bianca von Sterz und aus der Baumgarten-Truppe. Sie bestand überwiegend aus Deutschen und Engländern. Der Name der Truppe geht auf das Wappen der Ritter von Bongard, der Familie von Hanneken, zurück, auf dem ein Stern abgebildet ist und das als Insigne der Truppe verwendet wurde. Baumgarten schied jedoch im September desselben Jahres aus der Truppe aus, woraufhin Albert Sterz das Kommando über die Truppe übernahm.

## Die Compagnia della Stella des Albert Sterz
Die Truppe unter dem Kommando von Albert Sterz wurde im Januar 1365 vom Kirchenstaat angeheuert, dessen Miliz von Kardinal Egidio Albornoz angeführt wurde, der mit dem Königreich Neapel unter Königin Johanna von Anjou gegen Perugia verbündet war, deren Miliz hingegen unter dem Befehl des verstoßenen Hanneken von Baumgarten stand. Die Truppe der Compagnia della Stella bestand aus etwa 5.000 Reitern und 1.000 Infanteristen, während die Truppe von Perugia 10.000 Mann umfasste. Die Schlacht dauerte gut fünf Monate und fand zwischen Umbrien, der Toskana und den päpstlichen Territorien in Latium statt. Die entscheidende Schlacht fand jedoch bei San Mariano in der Nähe von Corciano statt, wo die Armee von Sterz dem Gegner unterlag, was nicht nur an dessen Überlegenheit lag, sondern auch an der mangelnden Einsatzbereitschaft der Söldner aufgrund des nicht erhaltenen Solds. Sterz und viele Söldner wurden gefangen genommen und in Perugia inhaftiert. Bald darauf wurde Frieden geschlossen und sie wurden freigelassen.
Im August desselben Jahres trat die Truppe in den Dienst von Siena, um den drohenden Angriff der Compagnia Bianca von Giovanni Acuto, einem Verbündeten der Compagnia di San Giorgio, abzuwehren. Der Versuch war vergeblich, denn angesichts der Überlegenheit des Gegners waren die Söldner von Sterz gezwungen, sich zurückzuziehen.

## Die Compagnia della Stella von Astorre Manfredi
Eine zweite Compagnia della Stella wurde im Juni 1379 in Soragna durch den Condottiere Astorre Manfredi gegründet. Die Soldaten wurden hauptsächlich aus der Emilia-Romagna rekrutiert und umfassten anfangs etwa 600 Lanzenreiter und 2.000 Infanteristen.
Mit dieser Truppe versuchte Manfredi, Bologna und Rimini anzugreifen, wurde dann aber von Bernabò Visconti und den Venezianern angeworben. Im August 1379 griff er auf Befehl von Visconti Genua an und plünderte mehrere Dörfer der Stadt, darunter auch Sampierdarena.
Die wichtigste Schlacht fand am 24. September statt, als Manfredis Truppe mit 400 Lanzenreitern und 3.000 Infanteristen in der Nähe des Val Bisagno von den Genuesen besiegt wurde. Mit Ausnahme von Manfredi, der von einem Bauern gerettet wurde, dem er eine Belohnung von 10.000 Dukaten versprach, wurden alle Söldner gefangen genommen,  Die meisten der gefangenen Söldner wurden von der Bevölkerung hingerichtet.